# (117228) 2004 RN328
(117228) 2004 RN328 es un asteroide perteneciente al cinturón de asteroides, descubierto el 15 de septiembre de 2004 por el equipo del Lowell Observatory Near-Earth-Object Search desde la Estación Anderson Mesa (condado de Coconino, cerca de Flagstaff, Arizona, Estados Unidos).

## Designación y nombre
Designado provisionalmente como 2004 RN328. 

## Características orbitales
2004 RN328 está situado a una distancia media del Sol de 2,555 ua, pudiendo alejarse hasta 2,944 ua y acercarse hasta 2,167 ua. Su excentricidad es 0,152 y la inclinación orbital 8,340 grados. Emplea 1492,14 días en completar una órbita alrededor del Sol.

## Características físicas
La magnitud absoluta de 2004 RN328 es 16,36. 